# Marcos Emmanuel Gómez Piñeiro
Marcos Emmanuel Gómez Piñeiro (Treinta y Tres, 23 novembre 2004) è un calciatore uruguaiano, difensore del Boston River.

## Carriera
Cresciuto nel settore giovanile dell'Atenas, l'11 marzo 2022 ha firmato il suo primo contratto professionistico ed il 17 agosto seguente ha fatto il suo esordio nell'incontro di Copa Uruguay perso 1-0 contro il Mar de Fondo. Nel 2023 è stato promosso stabilmente in prima squadra.
Nel gennaio del 2025 è stato acquistato a titolo definitivo dal Boston River.

## Statistiche

### Presenze e reti nei club
Statistiche aggiornate al 18 marzo 2025.
| Stagione        | Squadra         | Campionato      | Campionato | Campionato | Coppe nazionali | Coppe nazionali | Coppe nazionali | Coppe continentali | Coppe continentali | Coppe continentali | Altre coppe | Altre coppe | Altre coppe | Totale | Totale | Totale |
| Stagione        | Squadra         | Comp            | Pres       | Reti       | Comp            | Pres            | Reti            | Comp               | Pres               | Reti               | Comp        | Pres        | Reti        | Pres   | Reti   |        |
| --------------- | --------------- | --------------- | ---------- | ---------- | --------------- | --------------- | --------------- | ------------------ | ------------------ | ------------------ | ----------- | ----------- | ----------- | ------ | ------ | ------ |
| 2022            | Atenas          | SD              | 0          | 0          | CU              | 1               | 0               | -                  | -                  | -                  | -           | -           | -           | 1      | 0      |        |
| 2023            | Atenas          | SD              | 7          | 0          | CU              | 2               | 0               | -                  | -                  | -                  | -           | -           | -           | 9      | 0      |        |
| 2024            | Atenas          | SD              | 20         | 0          | CU              | 0               | 0               | -                  | -                  | -                  | -           | -           | -           | 20     | 0      |        |
| Totale Atenas   | Totale Atenas   | Totale Atenas   | 27         | 0          |                 | 3               | 0               |                    | -                  | -                  |             | -           | -           | 30     | 0      |        |
| 2025            | Boston River    | PD              | 6          | 0          | CU              | 0               | 0               | CL                 | 2                  | 0                  | -           | -           | -           | 8      | 0      |        |
| Totale carriera | Totale carriera | Totale carriera | 33         | 0          |                 | 3               | 0               |                    | 2                  | 0                  |             | -           | -           | 38     | 0      |        |